# إدي شرودر
إدي شرودر (بالإنجليزية: Eddie Schroeder) هو متزلج سريع أمريكي، ولد في 20 يناير 1911 في شيكاغو في الولايات المتحدة، وتوفي في 1 ديسمبر 2005.

## وصلات خارجية
- إدي شرودر على موقع SpeedSkatingBase.eu (الإنجليزية)
- إدي شرودر على موقع SpeedSkatingNews.info (الإنجليزية)
- إدي شرودر على موقع SpeedSkatingStats.com (الإنجليزية)
- إدي شرودر على موقع اللجنة الأولمبية الدولية (الإنجليزية)
- إدي شرودر على موقع أوليمبيديا (الإنجليزية)